# Markus Esser
Markus Esser (Leverkusen, 3 febbraio 1980) è un ex martellista tedesco, finalista alle Olimpiadi di Pechino 2008.

## Biografia
Il record personale fu realizzato nel 2006 a Leverkusen.

## Palmarès
| Anno | Manifestazione    | Sede       | Evento              | Risultato | Misura  | Note |
| ---- | ----------------- | ---------- | ------------------- | --------- | ------- | ---- |
| 1998 | Mondiali juniores | Annecy     | Lancio del martello | 12º       | 59,58 m |      |
| 1999 | Europei juniores  | Riga       | Lancio del martello | Bronzo    | 66,68 m |      |
| 2000 | Olimpiadi         | Sydney     | Lancio del martello | 35º       | 69,51 m |      |
| 2001 | Europei under 23  | Amsterdam  | Lancio del martello | 7º        | 72,36 m |      |
| 2004 | Olimpiadi         | Atene      | Lancio del martello | 11º       | 72,51 m |      |
| 2005 | Mondiali          | Helsinki   | Lancio del martello | 4º        | 79,16 m |      |
| 2006 | Europei           | Göteborg   | Lancio del martello | 4º        | 79,19 m |      |
| 2007 | Mondiali          | Ōsaka      | Lancio del martello | 8º        | 79,66 m |      |
| 2008 | Olimpiadi         | Pechino    | Lancio del martello | 9º        | 77,10 m |      |
| 2009 | Mondiali          | Berlino    | Lancio del martello | 6º        | 76,27 m |      |
| 2010 | Europei           | Barcellona | Lancio del martello | 19º       | 71,59 m |      |
| 2011 | Mondiali          | Taegu      | Lancio del martello | 4º        | 79,12 m |      |
| 2012 | Europei           | Helsinki   | Lancio del martello | 7º        | 74,66 m |      |
| 2013 | Mondiali          | Mosca      | Lancio del martello | 10º       | 76,25 m |      |

## Altre competizioni internazionali
2004
- Coppa Europa di atletica leggera ( Bydgoszcz)

2005
- Coppa Europa di atletica leggera ( Firenze)

2009
- Campionati europei a squadre di atletica leggera ( Leiria)

2011
- Campionati europei a squadre di atletica leggera ( Stoccolma)

2013
- Campionati europei a squadre di atletica leggera ( Gateshead)
- Argento al DécaNation ( Valence), lancio del martello - 74,10 m

2014
- Campionati europei a squadre di atletica leggera ( Braunschweig)
- 7º in Coppa Europa invernale di lanci ( Leiria), lancio del martello - 73,46 m
- 4º all'European Athletics Festival ( Bydgoszcz), lancio del martello - 76,64 m